# Crisidia orientalis
Crisidia orientalis är en mossdjursart som beskrevs av Arnold Girard Kluge 1962. Crisidia orientalis ingår i släktet Crisidia och familjen Crisiidae. Inga underarter finns listade i Catalogue of Life.